# La noche que mi madre mató a mi padre
La noche que mi madre mató a mi padre (bra A Noite em Que Minha Mãe Matou Meu Pai) é um filme espanhol de 2016, do gênero comédia, dirigido por Inés París. 

## Sinopse
Um diretor e uma produtora de filmes se encontram com um ator argentino para integrar o elenco de um novo filme e o convidam para um jantar. Porém, o diretor é casado com uma atriz que é frustrada por não conseguir papéis nos filmes do marido - que é um tanto machista. Para conseguir a atenção do esposo, a atriz tenta montar uma cena de morte em sua casa, mas, as coisas saem do controle. 

## Elenco
- Belén Rueda - Isabel París
- Eduard Fernández - Ángel
- María Pujalte - Susana
- Diego Peretti -Ele mesmo
- Fele Martínez - Carlos
- Patricia Montero - Álex

## Recepção da crítica
Javier Ocaña, do jornal El País, adjetivou o filme "A solicitação de Ines París (...) é bem-vinda. (...) Um conjunto no qual cada um interpreta, apenas seis pessoas, toca sempre a tecla correta." 
Oti Rodriguez Marchante, do Diario el mundo, classificou o filme e deu nota três valendo cinco. "Roteiro e planejamento imaginativos dão origem a muitas brincadeiras (...) As situações mais desastrosas são irresistivelmente cômicas (...)". 